# Bathybagrus graueri
Bathybagrus graueri är en fiskart som först beskrevs av Steindachner, 1911.  Bathybagrus graueri ingår i släktet Bathybagrus och familjen Claroteidae. IUCN kategoriserar arten globalt som livskraftig. Inga underarter finns listade.